# デイヴィ・ケイ
デイヴィ・ケイ（Davy Kaye、1916年3月25日 - 1998年2月3日）は、イギリスの俳優。

## 出演作品
- 大泥棒
- 新・泥棒株式会社
- 不思議の国のアリス（ネズミ）